# 普萊森特希爾 (阿肯色州獨立縣)
普萊森特希爾（英語：Pleasant Hill）是位於美國阿肯色州獨立縣的一個非建制地區。該地的面積和人口皆未知。

## 地理
普萊森特希爾的座標為35°46′39″N 91°25′13″W / 35.77750°N 91.42028°W，而該地的平均海拔高度為104米（即341英尺）。